# Saint-Chaptes
Saint-Chaptes (okcitansko Sench Agde) je naselje in občina v južnem francoskem departmaju Gard regije Languedoc-Roussillon. Naselje je leta 2007 imelo 1.520 prebivalcev.

## Geografija
Kraj leži v pokrajini Languedoc ob reki valat de Gouloubert, 20 km severno od Nîmesa.

## Uprava
Saint-Chaptes je sedež istoimenskega kantona, v katerega so poleg njegove vključene še občine Aubussargues, Baron, Bourdic, La Calmette, Collorgues, Dions, Foissac, Garrigues-Sainte-Eulalie, Montignargues, Moussac, La Rouvière, Sainte-Anastasie, Saint-Dézéry, Saint-Geniès-de-Malgoirès in Sauzet s 13.758 prebivalci.
Kanton Saint-Chaptes je sestavni del okrožja Nîmes.